# Folkärna socken

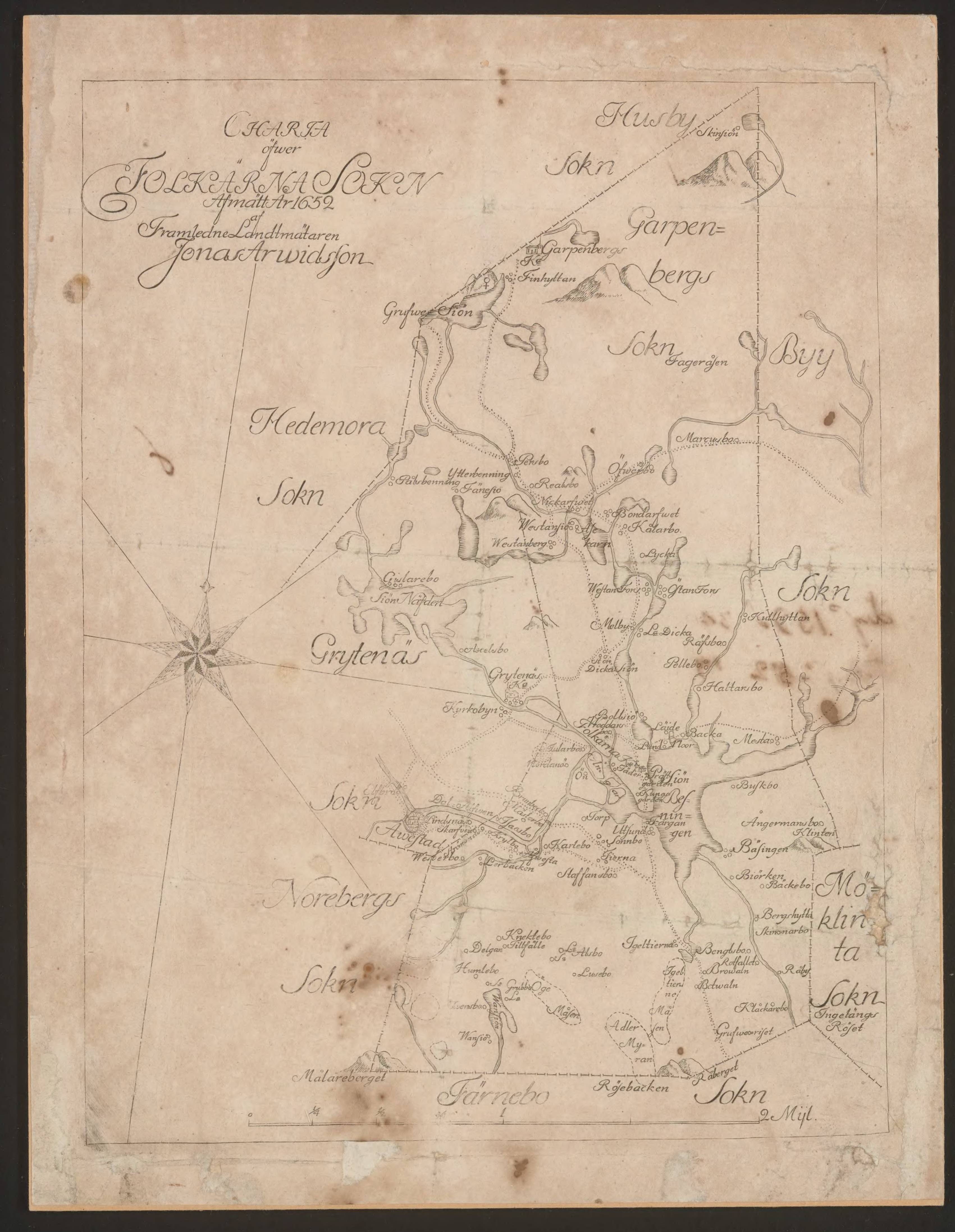
Karta över Folkärna socken från 1652 av lantmätaren Jonas Arwidsson.

Folkärna socken ingick i Folkare härad, uppgick 1967 i Avesta stad och området ingår sedan 1971 i Avesta kommun och motsvarar från 2016 Folkärna distrikt.
Socknens areal är 215,00 kvadratkilometer, varav 193,10 land. År 2020 fanns här 7 505 invånare. En del av Avesta, tätorterna Nordanö och Fors samt kyrkbyn Folkärna med sockenkyrkan Folkärna kyrka ligger i socknen. 

## Administrativ historik
Folkärna socken har medeltida ursprung.
Vid kommunreformen 1862 övergick socknens ansvar för de kyrkliga frågorna till Folkärna församling och för de borgerliga frågorna till Folkärna landskommun. 1919 bröts Krylbo köping ut ur landskommunen. Landskommunen uppgick 1967 i Avesta stad som 1971 ombildades till Avesta kommun.
1 januari 2016 inrättades distriktet Folkärna, med samma omfattning som församlingen hade 1999/2000.
Socknen har tillhört fögderier, tingslag och domsagor enligt vad som beskrivs i artikeln Dalarna. De indelta soldaterna tillhörde Västmanlands regemente och Folkare kompani.

## Geografi
Folkärna socken ligger kring Dalälven och sjön Bäsingen.  Socknen har slättbygd i älvdalen som omges av skogsbygd med höjder som i norr når 228 meter över havet.
Postort var tidigare Krylbo, men orten blev egen postort den 1 april 2010. Kyrkbyn heter Lund och det är kring denna vägskyltarna "Folkärna" sitter.  Orten Lund har varit tingsplats för Folkare härad. Kyrkbyn Folkärna ligger i södra delen av Lund.
Sjöviks folkhögskola ligger strax utanför Lund. 

## Fornlämningar
Cirka 25 boplatser och olika lösfynd från stenåldern är funna. Dessutom har cirka 15 spridda gravar från järnåldern påträffats.

## Namnet
Namnet (1353 Folkirio) kommer från halvön mellan Jädersjön-Kungsgårdsjön, Dalälven och Bäsingen där kyrkan ligger och är ett bygdenamn och samma som häradsnamnet Folkare. Förleden innehåller folk och efterleden yrja, '(fin) sand (i eller vid vatten)' syftande på ett område vid älven som lämpade sig som samlingsplats.
Namnet uttalas "fåll-tjärna", med betoning på första stavelsen. 

## Befolkningsutveckling
| Befolkningsutvecklingen i Folkärna socken 1810–2020 | Befolkningsutvecklingen i Folkärna socken 1810–2020 | Befolkningsutvecklingen i Folkärna socken 1810–2020 | Befolkningsutvecklingen i Folkärna socken 1810–2020 | Befolkningsutvecklingen i Folkärna socken 1810–2020 |
| --- | --------------------------------------------------- | --------------------------------------------------- | --------------------------------------------------- | --------------------------------------------------- |
| |                                                     |                                                     |                                                     |                                                     |
| År |                                                     |                                                     | Folkmängd                                           |                                                     |
| 1810 | 1810                                                |                                                     | 2 562                                               |                                                     |
| 1820 | 1820                                                |                                                     | 2 655                                               |                                                     |
| 1830 | 1830                                                |                                                     | 2 778                                               |                                                     |
| 1840 | 1840                                                |                                                     | 2 833                                               |                                                     |
| 1850 | 1850                                                |                                                     | 2 956                                               |                                                     |
| 1860 | 1860                                                |                                                     | 3 399                                               |                                                     |
| 1870 | 1870                                                |                                                     | 3 694                                               |                                                     |
| 1880 | 1880                                                |                                                     | 4 445                                               |                                                     |
| 1890 | 1890                                                |                                                     | 4 472                                               |                                                     |
| 1900 | 1900                                                |                                                     | 5 549                                               |                                                     |
| 1910 | 1910                                                |                                                     | 6 435                                               |                                                     |
| 1920 | 1920                                                |                                                     | 5 272                                               |                                                     |
| 1930 | 1930                                                |                                                     | 4 902                                               |                                                     |
| 1940 | 1940                                                |                                                     | 4 676                                               |                                                     |
| 1950 | 1950                                                |                                                     | 2 783                                               |                                                     |
| 1960 | 1960                                                |                                                     | 2 609                                               |                                                     |
| 1970 | 1970                                                |                                                     | 2 483                                               |                                                     |
| 1980 | 1980                                                |                                                     | 2 917                                               |                                                     |
| 1990 | 1990                                                |                                                     | 2 991                                               |                                                     |
| 2010 | 2010                                                |                                                     | 6 562                                               |                                                     |
| 2020 | 2020                                                |                                                     | 7 505                                               |                                                     |
| Anm: Källor: Demografiska databasen, CEDAR, Umeå universitet, Demografiska databasen, CEDAR, Umeå universitet, Befolkning per församling, Folkmängden per distrikt, landskap, landsdel eller riket efter kön. År 2015 - 2022. |                                                     |                                                     |                                                     |                                                     |